# РГ-41
РГ-41 (Индекс ГАУ — 57-Г-714) — советская осколочная ручная граната периода Великой Отечественной войны. 
Ручная граната — образца 1941 года разработана конструктором Н. П. Беляковым в 1941 году, серийное производство прекращено в 1942 году в связи с принятием на вооружение ВС Союза ССР гранаты РГ-42 с новым запалом УЗРГ.

## История
В конце 1930-х годов для разработки ручных гранат при заводе № 58 было создано специализированное конструкторское бюро ГСКБ-30, где по заданию ГАУ РККА разрабатывались различные типы осколочных и противотанковых гранат.
Разработка в КБ шла достаточно быстро и уже в 1940 году проходили войсковые испытания два опытных образца осколочных гранат: конструкции Н. П. Белякова и конструкции П. И. Гаврикова — И. Я. Будилова. По результатам испытаний в обращении лучшей была признана граната конструкции Н. П. Белякова, которая после доработки была принята на вооружение РККА в 1941 году под обозначением «РГ-41» (ручная граната образца 1941 года).
Граната РГ-41 была намного проще в производстве, чем основная ручная осколочная граната Красной армии — РГД-33.
В 1942 году на базе гранаты РГ-41 была создана ручная осколочная граната РГ-42 с универсальным запалом, более технологичная в массовом производстве.

## Конструкция
Ручная граната образца 1941 года принадлежит  к типу осколочно-наступательных гранат дистанционного действия. Радиус убойного действия осколков примерно равен пяти метрам, дальность разлета отдельных осколков достигает 20 метров. Запал гранаты воспламенялся в момент броска, взрывалась же граната через 3,2 — 3,8 секунды после воспламенения запала. Граната могла взрываться в воде, снегу, грязи и так далее.
Граната имеет тонкостенный цилиндрический металлический корпус, который служит для помещения разрывного заряда и запала, а также для поражения противника осколками при разрыве гранаты. Корпус снизу был закрыт плоским дном, а сверху — крышкой.
Внутри корпуса гранаты помещается: разрывной заряд, свернутая в три — четыре слоя металлическая лента, насеченная на квадратики для получения осколков при разрыве гранаты, и центральная трубка, в которую вставляется запал при заряжании гранаты.
К крышке корпуса  приклепана планка, служащая для крепления колпачка воспламенительного механизма. Крышка имела отверстие для центральной трубки. На планке имеется предохранитель, который не позволяет закрыть колпачок при спущенном рычажке с жалом, предохраняя капсюль-воспламенитель от накола при заряжании гранаты.
Предохранитель состоит из ушка, приваренного к планке, стойки предохранителя, пружины предохранителя и шплинта, служащего осью для соединения стойки и пружины с ушком.
Двупёрая пружина предохранителя упирается одним концом в стенку стойки, а другим в планку стойки в вертикальном положении. Разрывной заряд безопасен при хранении и обращении с гранатой, он взрывается только от взрыва детонатора запала.
Воспламеняющий механизм гранаты состоит из колпачка, мостика, рычажка с жалом, боевой пружины, откидной планки, задвижки, ушка откидной планки и шплинта с флажком. Колпачок воспламеняющего механизма гранаты используется для соединения всех частей этого механизма. Запал служит для взрыва разрывного заряда гранаты. Он состоит из капсюля-воспламенителя, дистанционной части и капсюля-детонатора. До заряжения воспламеняющий механизм находится во взведенном положении.

## Использование
Для заряжания гранаты нужно нажать на головку задвижки книзу и отвести её до отказа влево; открыть колпачок; вставить запал в центральную трубку гранаты; закрыть колпачок и сдвинуть задвижку вправо так, чтобы она вошла в широкую часть выреза колпачка. Если колпачок не закрывался, необходимо рычажок с жалом поставить на боевой взвод, после чего закрыть колпачок.
Для метания гранаты требовалось взять гранату в правую руку, прижав пальцами откидную планку к корпусу гранаты; удерживая откидную планку в этом положении, вытянуть левой рукой или зубами за флажок шплинт; размахнуться и бросить гранату в цель.
При полёте гранаты откидная планка отделяется, и жало накалывает капсюль-воспламенитель, огонь от которого передается замедлителю и дальше, через 3,2 — 3,8 секунды — детонатору; последний взрывает разрывной заряд гранаты.
Если граната не была брошена, то, не перехватывая гранаты и не выпуская планки, необходимо было шплинт поставить на место и развести его конец.
Для разряжания гранаты нужно было сдвинуть задвижку, открыть колпачок, вынуть запал, закрыть колпачок и задвинуть задвижку.

## Боевое применение
Граната РГ-41 широко применялась бойцами РККА в начальный период Великой Отечественной войны.
Хотя РГ-41 была гораздо компактнее широко известной советской гранаты РГД-33, удобнее и проще в обращении и едва ли менее мощная, однако РГД-33 пережила войну за счёт своей универсальности, а РГ-41 исчезла из обращения уже в 1942 году, будучи замененной на РГ-42.

## Оценка проекта
В целом граната РГ-41 для своего времени представляла собой вполне современную и технологичную конструкцию. Как оружие пехоты, полностью соответствовала тактическим требованиям к наступательным противопехотным гранатам. Однако после создания более технологичного и надежного универсального запала для гранат УЗРГ появилась возможность усовершенствовать РГ-41, что и привело к созданию гранаты этого же класса РГ-42, гораздо более простой по конструкции, более технологичной в производстве, более безопасной в обращении, особенно для плохо обученного личного состава.